# Jean-Jacques Bernard
Pour les articles homonymes, voir Bernard.
Jean-Jacques Bernard, né le 30 juillet 1888 à Enghien-les-Bains (Val d'Oise) et mort le 12 septembre 1972 à Montgeron, est un romancier et dramaturge français. 
Fils de Tristan Bernard, il est chef de file de l'« école du silence » ou, comme certains critiques l'appelaient, « l'art de l'inexprimé », dans lequel aucun dialogue ne permet de faire connaître les attitudes des personnages réels.[réf. nécessaire] Membre de l'élite intellectuelle juive, il échappe à la déportation après avoir été détenu plusieurs mois au camp de Compiègne-Royallieu d'où 50 000 Juifs seront transférés vers les camps de concentration nazis.

## Biographie
Jean-Jacques Bernard est le fils aîné de Tristan Bernard (1866-1947) et de Suzanne Rébecca Bomsel (1869-1928). Ses deux frères sont le réalisateur Raymond Bernard et le pneumologue et résistant Étienne Bernard.
Il commence à écrire des pièces avant la Première Guerre mondiale. La jalousie inconsciente est le thème de Le Feu reprend qui reprend mal. En 1911, il se marie avec Georgette Fray et le couple a trois enfants.
En août 1914, il est mobilisé et ce, tout au long de la Première Guerre mondiale, et est affecté à plusieurs postes sur différents lieux du front.
Dans l’entre-deux guerres, il connaît le succès grâce à de nombreuses pièces de théâtre. Le feu qui reprend mal, pièce en trois actes et en prose, est représentée pour la première fois en 1921 et sera reprise à la Comédie-Française en 1929. Martine est jouée en 1922 au théâtre de la Chimère avec Marguerite Jamois, puis sera montée dans plusieurs pays et reconduite à la Comédie française avec Madeleine Renaud en 1934 et 1939. Le Secret d’Arvers, pièce en un acte et en prose, paraît en 1926.
En 1927, Jean-Jacques Bernard devient secrétaire de la section des Auteurs à la Société universelle du théâtre, qui organise de 1927 à 1938 des congrès, et des saisons internationales de spectacles. En 1930, il est élu à la Commission des auteurs dramatiques. Il est nommé trois fois vice-président entre 1930 et 1940.
Le 12 décembre 1941, lors de la rafle, dite « rafle des notables juifs », 743 Juifs ayant presque tous la nationalité française et dont fait partie Jean-Jacques Bernard sont arrêtés . Il s’agit entre autres de chefs d’entreprises, commerçants, ingénieurs, médecins, avocats ou universitaires. Ces personnes sont internées dans le camp de Compiègne-Royallieu avec 300 immigrés juifs venant du camp de Drancy. Dans ce camp, comparable aux camps de concentration allemands, Jean-Jacques Bernard est le témoin de la mort de nombreux internés. Il est libéré trois mois plus tard, le 13 mars 1942, en raison de son état de santé et échappe ainsi à la déportation. À cette époque, il habitait un hôtel particulier au 22, rue Eugène-Flachat dans le 17e arrondissement de Paris.
À Genève, à la Comédie, Maurice Jacquelin crée Marie Stuart, reine d'Écosse le 12 novembre 1942 et Louise de La Vallière le 28 décembre 1943.
Son père Tristan Bernard et sa seconde épouse, arrêtés en septembre 1943 et internés à Drancy sont libérés dix-sept jours plus tard grâce aux interventions de leurs amis Sacha Guitry et Arletty. Son frère médecin Étienne est alors résistant dans le Vercors. Son fils, François-René quant à lui est arrêté en 1944 dans le maquis du Tarn et déporté dans le camp de Mauthausen où il est assassiné. 
Il est le premier, en décembre 1944, à publier en France un témoignage sur les conditions de vie dans les camps de détention, où les détenus condamnés à mourir de faim, et l’atrocité des camps de concentration. Dans son ouvrage, Le Camp de la mort lente, il aborde aussi la cohabitation dans le camp de Compiègne des Juifs français et des Juifs étrangers et leurs idées différentes quant aux notions de « Nation juive » ou encore de « Dieu Juif ». {{quand François Mauriac, écrivain et membre de l’Académie française, lui consacre un article en Une du Figaro}}. 
Entre 1953 et 1956, il est membre du comité de rédaction de la revue L'Échauguette du diplomate et écrivain Jean-Marc Montguerre.
Après la guerre, il soutient son épouse, Georgette Jean-Jacques Bernard, dans la diffusion de la pédagogie Montessori. Le couple crée une école à Paris, rue Flachat. Georgette Bernard traduit plusieurs ouvrages de Maria Montessori en français, publiés chez Desclée de Brouwer.
Jean-Jacques Bernard dédie à son père un livre intitulé Mon père Tristan Bernard, en 1955.
De 1957 à 1959, il est président de la Société des auteurs et compositeurs dramatiques (SACD). Il est également durant une longue période président du Comité international des fédérations des théâtres d’amateurs de langue française.
Il est inhumé à Loguivy-de-la-Mer, hameau de Ploubazlanec dans les Côtes-d'Armor.

## Théâtre psychologique,Le feu qui reprend maletMartine
Pièce en cinq tableaux inspirée de la Première Guerre et jouée en 1921 au théâtre des Escholiers, Le feu qui reprend mal est considérée comme intimiste et fait partie du courant de théâtre dit psychologique[réf. nécessaire]. Le héros est un combattant qui rentre au foyer conjugal et qui traverse une crise de jalousie rétrospective en apprenant l’hospitalité, sans doute innocente, donnée par sa femme à un jeune officier américain. 
L’année suivante, Martine, histoire d’une paysanne qui aime et souffre en silence, illustre l’esthétique intimiste.

## Œuvre

### Œuvre théâtrale
- Le Printemps des Autres (3 actes)
- Martine, [son plus grand succès] (cinq tableaux), 1922, théâtre des Mathurins
- L'invitation au voyage (3 actes)
- Le Secret d'Arvers (1 acte)
- Denise Marette (3 actes) - Prix Paul-Hervieu de l’Académie française en 1926
- L'âme en peine (3 actes)
- A la recherche des cœurs (4 actes)
- Les Sœurs Guédonec (2 actes), création 20 novembre 1931, Studio des Champs-Élysées, texte publié dans La Petite Illustration - théâtre- du 26 décembre 1931
- La Louise (1 acte)
- Jeanne de Pantin (11 tableaux)
- Nationale 6 (5 tableaux)
- Le Jardinier d'Ispahan (3 actes) d'après Madeleine Landier
- Louise de la Vallière (3 actes et 10 tableaux)
- Marie Stuart, Reine d'Écosse (14 tableaux)
- Notre-Dame d'en Haut (5 actes), Strasbourg, Théatre municipal, 5 février 1951,  Paris, Théatre du Vieux Colombier, 14 février 1952. Publié dans Les œuvres Libres, 1er Janvier 1952

### Autres œuvres
- 1912 : La Joie du sacrifice et Les enfants jouent
- 1919 : La Maison épargnée (représentation au théâtre Antoine)
- 1920 : Le Feu qui reprend mal
- 1939 : Le Jardinier d'Ispahan
- 1944: Le Camp de la mort lente (Ed. Albin Michel).
- 1947 : Der Knabe mit dem gelben Stern (en allemand), dans Lancelot. Der Bote aus Frankreich., no 13, Neuwied 1948, p. 77-98 (original dans La Nef, no 25-26, 1947),
- L'épicier
- Les Tendresses menacées
- Madeleine Landier, roman suivi de New Chicago
- Les Enfants jouent..., récit de guerre
- Témoignages, essais sur le théâtre (dont Mon ami le Théâtre, Editions Albin Michel, 1958)
- Le Printemps des autres (The Others' Spring)
- L'Invitation au voyage
- Denise Marette
- L'Âme en peine
- Le Secret d'Arvers
- Le Roi de Malousie
- Jeanne de Pantin
- À la recherche des cœurs
- Nationale 6